# 華裔泰國人
華裔泰國人（皇家轉寫：Chao Thai Chueasai Chin），口語也稱空恭貼（皇家轉寫：Khon Krungthep；字意：曼谷人），指移民到泰國的華裔。融入泰族後，屬於泰人的一支，有约900万人，是泰国规模最大的少數族裔群体，亦是规模最大的華僑華人群体之一，占泰国总人口的11%至14%。其中相當一部份人的祖先來自中國廣東潮汕地區:93。通常理解的術語指其祖先在1949年之前移民到泰國的後裔。
华裔泰国人已高度融入泰国社会，当今泰国王室扎克里王朝亦有华裔血统。华裔和其他泰人民系通婚的现象很普遍，混血后代多同化为泰人，以泰语为母语，泰国语言学者特拉攀声称至少四成的泰国人有华人血统。由於華人族群已普遍泰化，大多數人已喪失了華語與華文能力。华裔泰国人居于泰国的中等阶层，势力遍及泰国社会各个方面:3, 43，在商贸和经济领域占主导地位:22:179。不少华裔步入政坛，多数前总理和议会成员都有华裔血统:58。

## 歷史

### 早期移民
華裔泰國人移民的类型可分为三种：谋生移民、垦殖移民、商贸移民。自明朝洪武初年（1367年）开始，前往中国朝贡的暹罗使者当中即有华人参与，他们最早是以通事的身份出现，如洪武5年（1372年）的李清，到了洪武14年（1381年）陈子仁既以正贡使的身份出现。这些华人都旅居有年，精通暹罗语。13、14世纪之际，克拉地峡两岸如春蓬（Chumphon）、素叻他尼（Surat Thani）与六坤（Ligor）等商港，最早吸引了华裔前往经商。16世纪西方努力滲透泰南时，华人锡矿工人已在泰南建立了牢固的基础。同时，中国海盗林道乾及其随从，因受不了官兵的追剿，南逃至北大年落户，并与当地女王成婚。北大年逐渐地发展为华人的聚落。16世纪初，阿瑜陀（又称为大城，阿育他耶）已有华人聚集区。据当时华人的记述，华人在这里已住了好几代。他们在阿瑜陀王城与日本人和葡萄牙人展开商业竞争。据法国驻阿瑜陀王城的法国大使劳贝里（dda Loubere）的纪录17世纪中叶时，王城约有华人3,000至4,000人。
到了17世纪末，全泰国的华人人口约有10,000人，约占全国总人口的1%。那时的泰华多来自福建与广东的商港，属商贸移民。华人在商场上所向披靡，17世纪时日本人在阿瑜陀王城失势，华人更乘机迅速地利用了泰王对贸易深感兴趣的心理，成为皇家贸易的代理人，从中取得利益。泰王视华人为自己人，给予特殊的待遇，因而华人与欧商竞争时占尽优势。1766年，缅甸军队围攻首都阿瑜陀，城内华人居民奋勇抗敌，保卫城池。嗣后，中泰混血儿郑昭带领500名部下突围而去，并在1767年10月率军收复阿瑜陀城，建立吞武里王朝。郑昭的父亲是潮州人郑镛，原籍广东澄海，移民暹罗后发迹；母亲是泰人妇女。郑昭在执政期间（1767年－1782年），鼓励潮州人大批涌入泰国。他们有的从商，有的从事垦殖，种植甘蔗与胡椒，以供出口。在湄南河东岸靠近今王城处，开始出现一个新的华人聚集区。郑昭死后由拉玛一世所建立的王朝，为却克里王朝，泰国的皇家贸易空前繁荣，华商参与其盛，大批移民涌入。拉玛一世乃在今日曼谷唐人街的核心地带，兴建了一个华人商业区。

### 19世纪至20世纪的移民潮

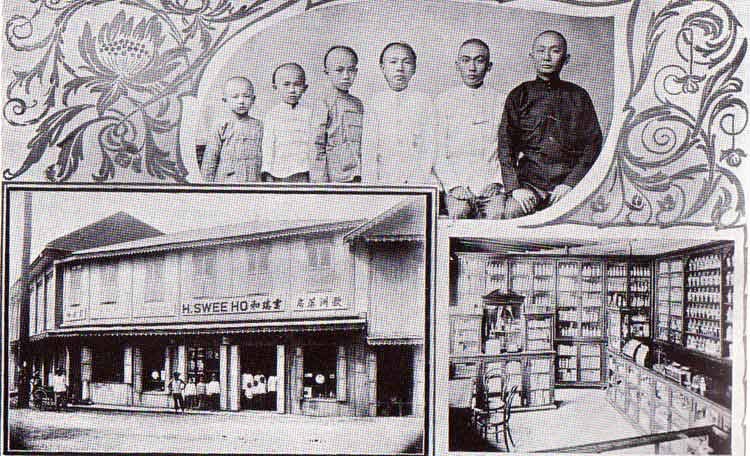
1900年的华人药行广告

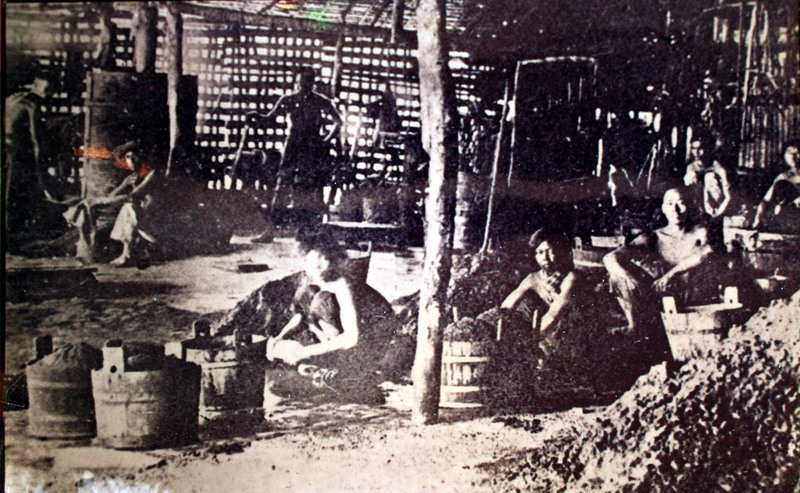
1905年普吉府的华人锡矿矿工

随着1850年代经济的蓬勃发展，华人移民的步伐加速。19世纪上半叶时，华商季节性地涌入泰国。到了下半叶时，一种有组织的预付船票应运而生，导致大批劳工移民的涌入。到了19世纪末，華裔泰國人已遍布各地。绝大部分华人来自广东省及福建省南部。在20世纪初，潮州人在人口上占绝对优势，约达40%，海南人18%，客家人16%，閩南泉漳人16%，廣東人9%。潮州人之所以占尽优势，除了郑昭王的厚爱及连锁性的移民外，另一个重要的因素是，曼谷与华南间的轮船通航，要以汕头为最早，大批潮人从这里下船到泰国去。
19世纪的华人移民潮持续到20世纪初，在20世纪20年代达到顶峰。许多来到暹罗的华人都是独自到来的男子，他们渴望在暹罗白手起家，致富返乡。19世纪后半叶，华商难以同西洋殖民者抗衡，而转行做洋人的中介，或是进入劳动密集型产业。大量华商在暹罗从事碾米业和轮船业而致富，或是参与到锡矿开采业、林业和木材加工业，以及港口和铁路建设，从而开创暹罗现代运输业:48，成为当时暹罗上层阶级的一大部分。1879年，华商控制着暹罗所有的蒸汽碾米厂（火砻）；1890年，虽然曼谷的船运由英商主导，但华人船务商行的势力仍能占到暹罗轮船业的62%，许多华商担任西方轮船公司的中介或是自营航线。橡胶种植业、园艺农业、糖业生产和鱼类出口部门亦由华人主导。曼谷华裔还主导娱乐和媒体行业，是暹罗出版业、报业和电影业的先驱。
到20世纪初，曼谷的华人社群已具有相当规模，达到总人口的三分之一，30年代时，华人主导建筑业、工业制造业、出版业、航运业、金融业、商业等大小行业。

### 政府的同化政策
泰人的仇华情绪在20世纪初不断加重:179-183。一些华人成为放贷人，从而成为诸多泰族农民的债主，一些农民无力偿还高利贷而陷入贫困，酿成暴力要债事件；此外，如官商贿赂、秘密结社暴力冲突等问题亦助长华人和泰人的矛盾。1905年至1915年，暹罗经济衰退，华商碾米厂和米商遭到诸多指责。19世纪末，一位英国官员称暹罗的华人就如同西方世界的犹太人，利用其商行和结社将暹人握在手心。1914年，国王拉玛六世曾匿名撰文称华人是东方犹太人，称华人是贪婪且道德低下的蛮人，华商的成就建立在剥削泰人身上，致使暹罗官员将经济衰退归咎于华商垄断，从而打压华商。拉玛六世的言论影响许多泰族精英和平民，进一步助长仇华情绪:181-183。在20世纪30年代末及20世纪50年代，泰国的民族主义政府开启两次大规模的肯定性强制同化运动，没收及征收华人财产，打压华文教育，政府采取不利于华人而有利于泰人的政策，以消灭华人文化认同，令华人同化为泰人，从而解决贫富差距问题:183:58。1932年，暹罗立宪革命推翻君主专制，此后泰民族主义思潮兴起，第二次世界大战期间，銮披汶·颂堪领导的民族主义政权更同正大举侵华的日本结盟。尽管如此，20世纪30年代时，华人仍掌控七成零售业市场及八至九成的碾米业市场。

### 战后的经济角色
1947年政变之后，军方再度掌权，当时的暹罗是一个由大型国有企业掌控的农业国。华裔资本促进暹罗工业发展，逐渐令暹罗转向出口导向的经济模式:261。到20世纪50年代末，华裔占了曼谷企业主和高级商业经理的七成，据说泰国各公司九成的股份都由华裔持有，九成的工业和商业资本和五成的服务业资本也都由华人掌握:73，工业和商业部门九成的投资以及银行和金融部门至少一半的投资都出自华人:33。之后数十年间，政府实行国际化及面向全球资本主义市场的政策，促使泰国兴起以出口为主的大规模制造业，令泰国步入经济快速增长的亚洲四小虎之列。这一时期，华裔资本依然掌控着这些快速增长的经济部门，大型工厂和进出口航运商皆由华裔掌控。20世纪30年代至50年代期间成立的20家泰国银行中，有14家是由华人建立，其余6家银行是由泰国皇室财产局建立。20世纪80年代，泰国一百家最大公司中，有37家是华人企业，大部分财富为潮州五大家族所有。1994年，新加坡国立大学学者杨伟聪调研海外华人企业，发现亚洲500强海外华人企业中，泰国企业占了39家，市值为350亿美元，总资产为950亿美元。20世纪90年代，泰国营业额前十家企业中，只有皇象水泥股份不是华人所有。

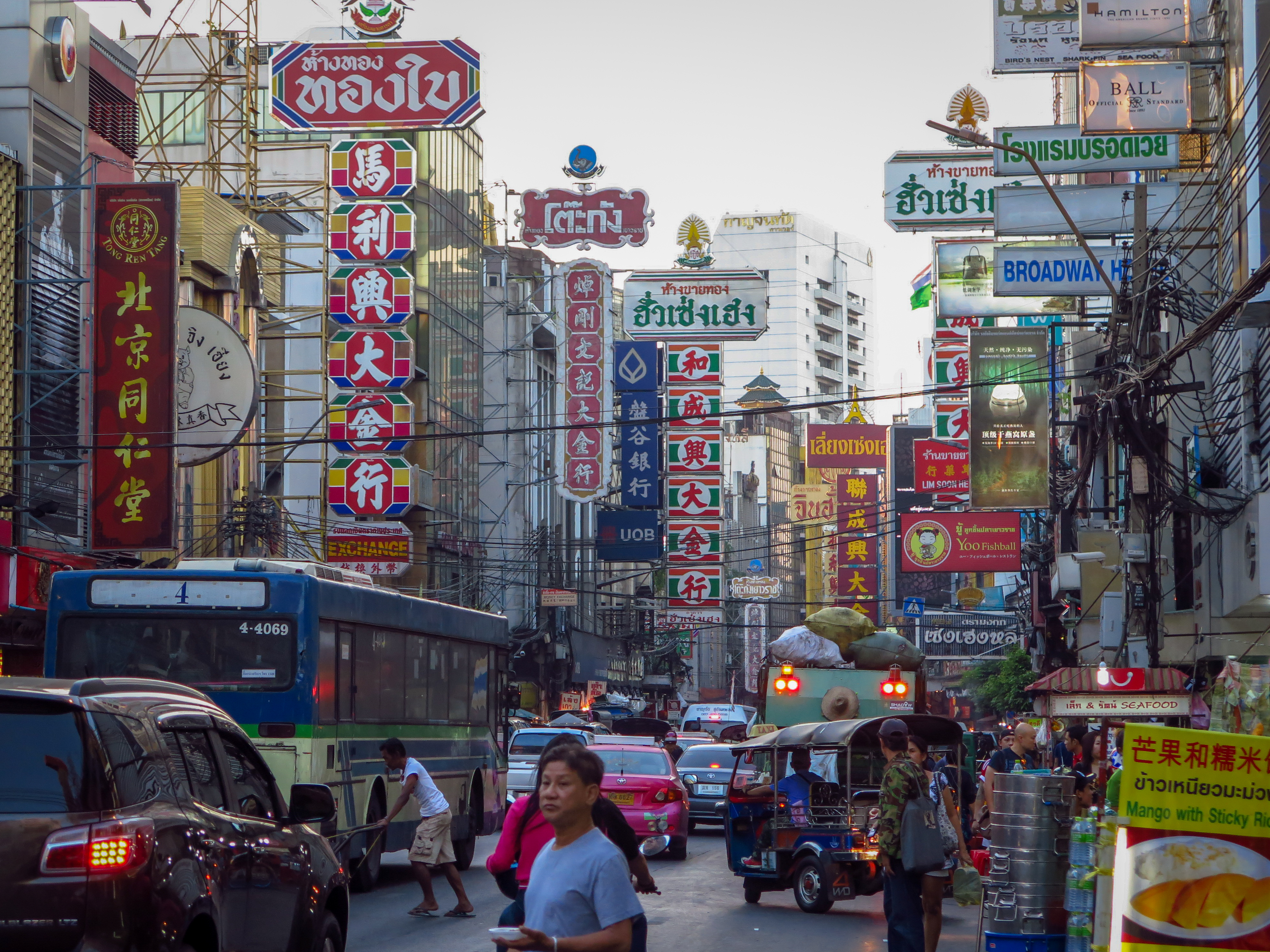
曼谷耀华力路。首都曼谷是华裔资本聚集地

1997年的亚洲金融风暴令泰国经济遭到沉重打击，随后国际货币基金组织主导重组泰国经济结构，令许多华裔企业失去垄断地位。尽管金融和经济环境不景气，华裔仍然持有65%的银行总资产，60%的国家贸易额，90%的商业部门本地投资额，90%的制造业本地投资额，以及50%的银行和金融服务部门本地投资额。
而随着20世纪末中华人民共和国经济的快速发展，泰国华裔资本亦扮演重要角色。泰国华裔资本自改革开放之初积极在中国大陆投资，许多中国大陆投资亦流向泰国华裔资本。泰国华裔社群亦更加重视中华文化传统，重拾华文教育，许多泰国华裔回乡祭祖，赴华观光，送子女赴华留学。著名的华裔综合企业集团正大集团在中国大陆经营诸多行业，涉及农业食品、水产养殖、零售、酒店和工业制造等，在中国大陆运营卜蜂莲花超市，及在上海浦东新区耗资4亿美元开发正大广场。20世纪80年代移居泰国的商人严彬在中国大陆代理红牛能量饮料零售业务，并运营许多高尔夫俱乐部和乡村俱乐部。2008年，他成为中国内地首个拥有私人商务飞机的人。华裔前总理阿南·班雅拉春的萨哈联盟集团，在中国三个省经营十余家发电厂，持有30多家企业，雇用了约7,000名中国员工。

## 經濟

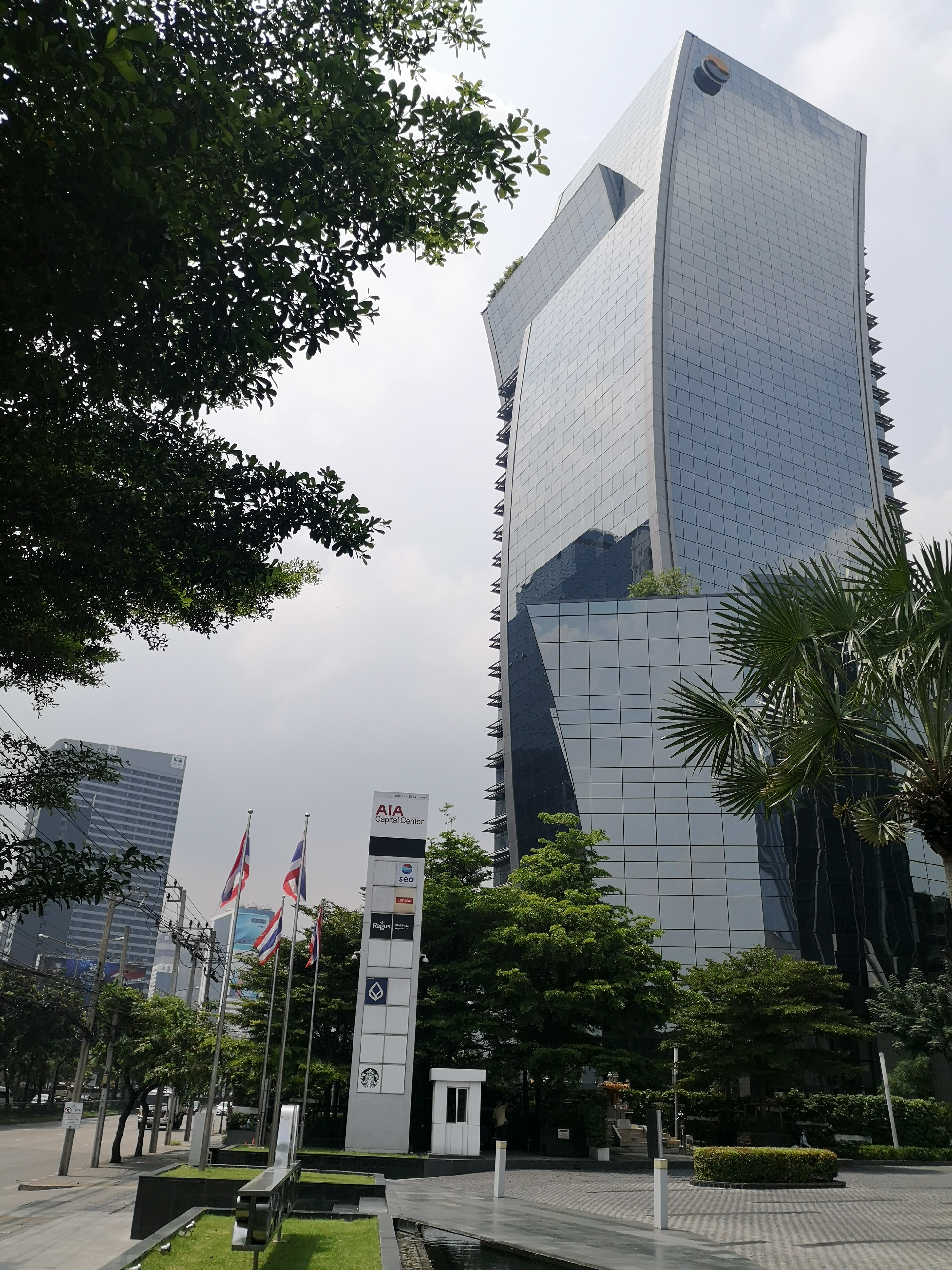
华裔投资人是泰国证券交易所的主力，约五分之四的上市公司市值由华裔资本控制

尽管仅占泰国人口的一成:179:277，华裔泰国人却掌控泰国经济85%的份额，对于泰国私有经济可谓举足轻重。到21世纪初，华裔资本已掌控泰国社会各个领域的商贸事业:127, 179，是泰国富裕精英阶层的主体:179，亦是泰国维持经济活力和繁荣发展情形的关键:47-48。本土的暹罗泰族缺失成熟的经商传统，商业实力长期难以同华商匹敌，暹罗及泰国政府亦并未能断绝华人商业影响，致使今日的泰国华裔得以掌控各个经济部门:72，涵盖农业方面的蔗糖、玉米、蔬果、香蕉种植业，工业制造业，金融服务业，房地产业，零售业和贸易业；大到各大银行和大型综合企业集团，小到街头零售店，皆由华裔资本掌控，再加上华裔在政界持有的可观影响，因此当代泰国各行业的发展皆高度仰赖华裔资本的投资:179。华裔资本是前期私募股权和风险资本的主要来源，支持着泰国最新的投资发展。例如，泰国主要的电信公司都由华裔支持，包括Intouch Holdings、真实公司、Jasmine、Ucom和Samar。主要的商业银行中，盘谷银行、开泰银行、大城银行都是华裔控制:193:22。泰国证券交易所中八成的上市企业由华裔资本主导，十大华商家族掌控着泰国过半的企业资产，泰国经济八至九成的市场资本归属于五十个华商家族:10。这使得华裔泰国人组成了该国中产和上层阶级的主体，和相对贫困的本土暹罗泰族就形成鲜明对比:179-183:261。在泰国富豪榜的前40人里，超八成来自纯正华人家族或是有部分华人血统。20世纪末泰国的五位亿万富翁皆是华裔或有部分华人血统。泰国七十家最具实力集团中，只有三家没有华裔背景。2012年3月17日去世的許書標是全球富豪榜排名205位、泰国排名第3位的华商，估计净资产为50亿美元。
曼谷是华商主要的聚集地，华商的经济势力并不局限于传统的唐人街区域，而是遍布整个城市。华人资本大多是世代传承的家族生意，令曼谷的华人宗亲会保有强大影响力，宗亲会亦出资运营非盈利性质的华文学校。曼谷也是泰国经济的华裔主导局面的缩影，该城市的绝大部分的商业精英都有华人血统。前总理克立·巴莫曾言：“绝大多数泰人都有一个华人亲戚挂在他们家族树的某个地方”。暹罗中部几乎全部的商业和居住用地都是华商掌控。而在泰国北部，清迈利润丰厚的宝石工业，及果园、餐厅、零售店都由以云南人为主华商掌控。
泰国历史学者瓦沙那（Dr. Wasana Wongsurawat）总结称，泰国的政治精英采用简单的两步战略维持权力：第一是寻求泰国华裔商业精英支持，以确保经济基础；第二是与当时占主导地位的全球地缘政治力量结盟。从2020年起，这个大国通常是中华人民共和国。

## 宗教
第一代華人移民主要信仰道教與漢傳佛教，而被泰族同化的華裔泰國人信仰南傳佛教，多數華裔泰國人同時信仰中國民間信仰與南傳佛教，上述宗教彼此並不衝突。華裔泰國人大部分仍慶祝華人傳統節日（農曆春節、清明節、中秋節）。泰國最大的華人聚居地普吉島每年都會舉辦盛大的九皇齋節。信徒會吃齋三到九日，並到九皇廟祭拜九皇爺進香祈福。泰國北部則有華人穆斯林社群，華人穆斯林主要為來自雲南的秦霍人穆斯林和回族穆斯林，在清邁有七間華人清真寺，其中一間為泰國北部著名的王和清真寺。
泰国潮州人演化出独特的本地保护神，称为本頭公，其由来有多种说法。有说法称本头公在泰国曼谷是最多庙宇供奉的中国神明。海南人则主要崇拜水尾圣娘。泰南地區還有本地祭祀女神林姑娘。

## 身份认同

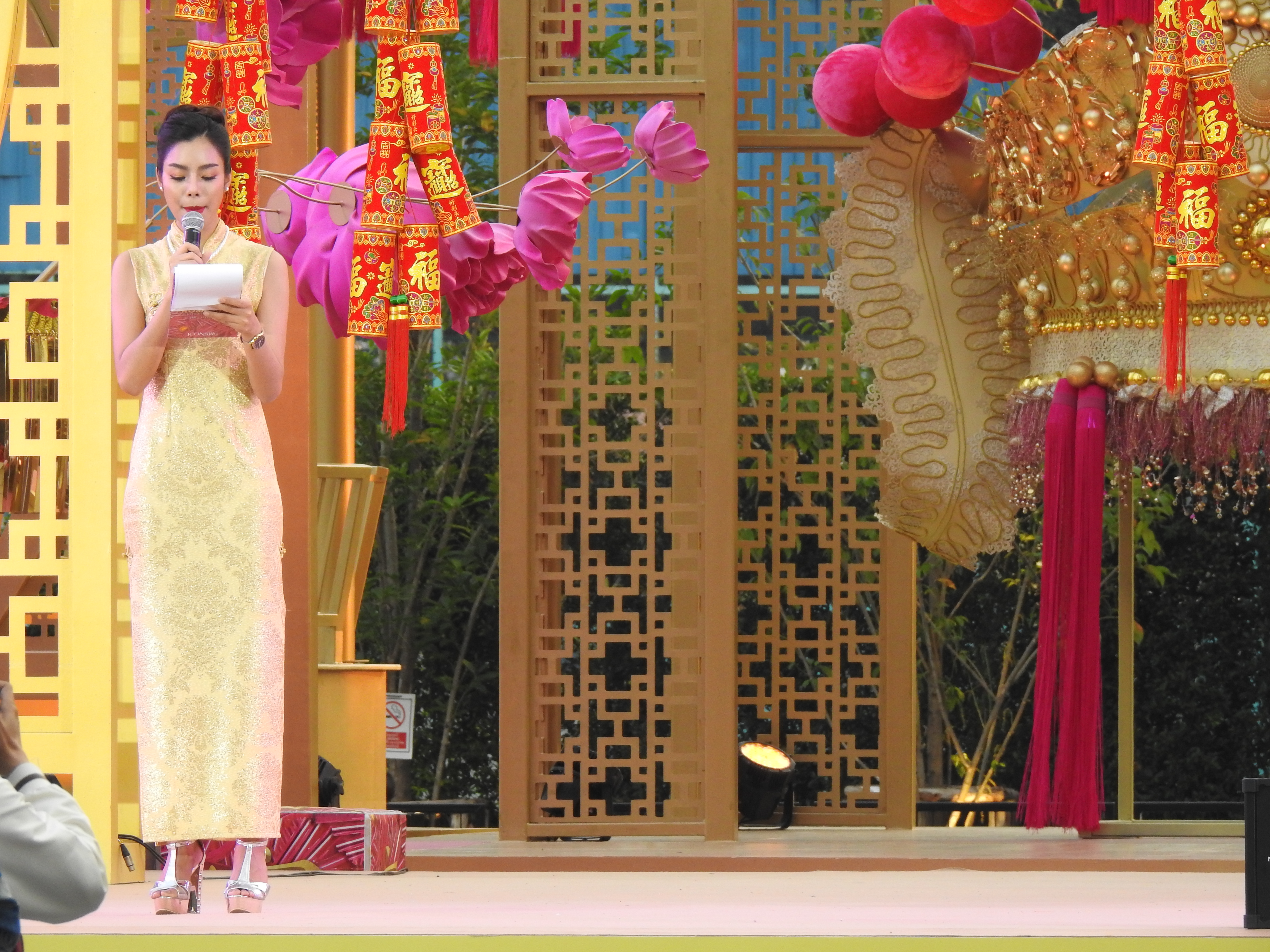
2019年曼谷暹罗天地新春庆典

对于第二代和第三代华裔来说，自我认同为华人或是泰人基本是个人选择。当代多数的华裔已经充分融入泰国社会，而自认是泰国人。学者施坚雅称，华人规模化地融入泰国社会，打破了“华人从不受同化”的神话，称“当移民后代在所有社会场合自认为泰人，习惯讲泰语且如原住民般流利，且更多与泰人打交道，那么我们就认为同化已经完成:237。”施坚雅认为，17世纪以来的暹罗王室以开明的政策对待华人，给予华商进入贵族阶层的机会，令到华人更加认同暹罗王室的统治:240-241。

## 語言

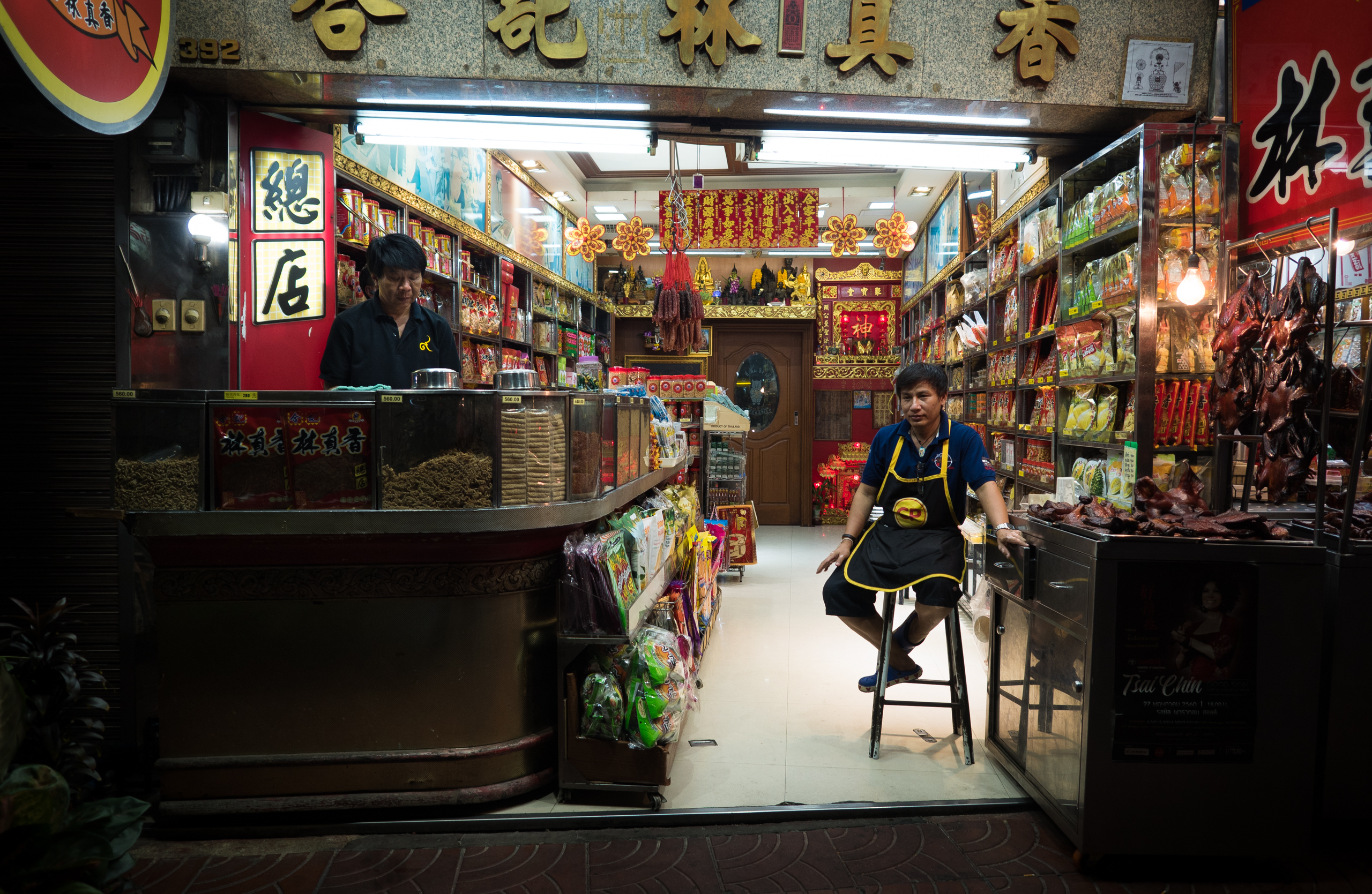
肉脯行合记林真香的总店店面。曼谷仍到处可见汉字商店招牌

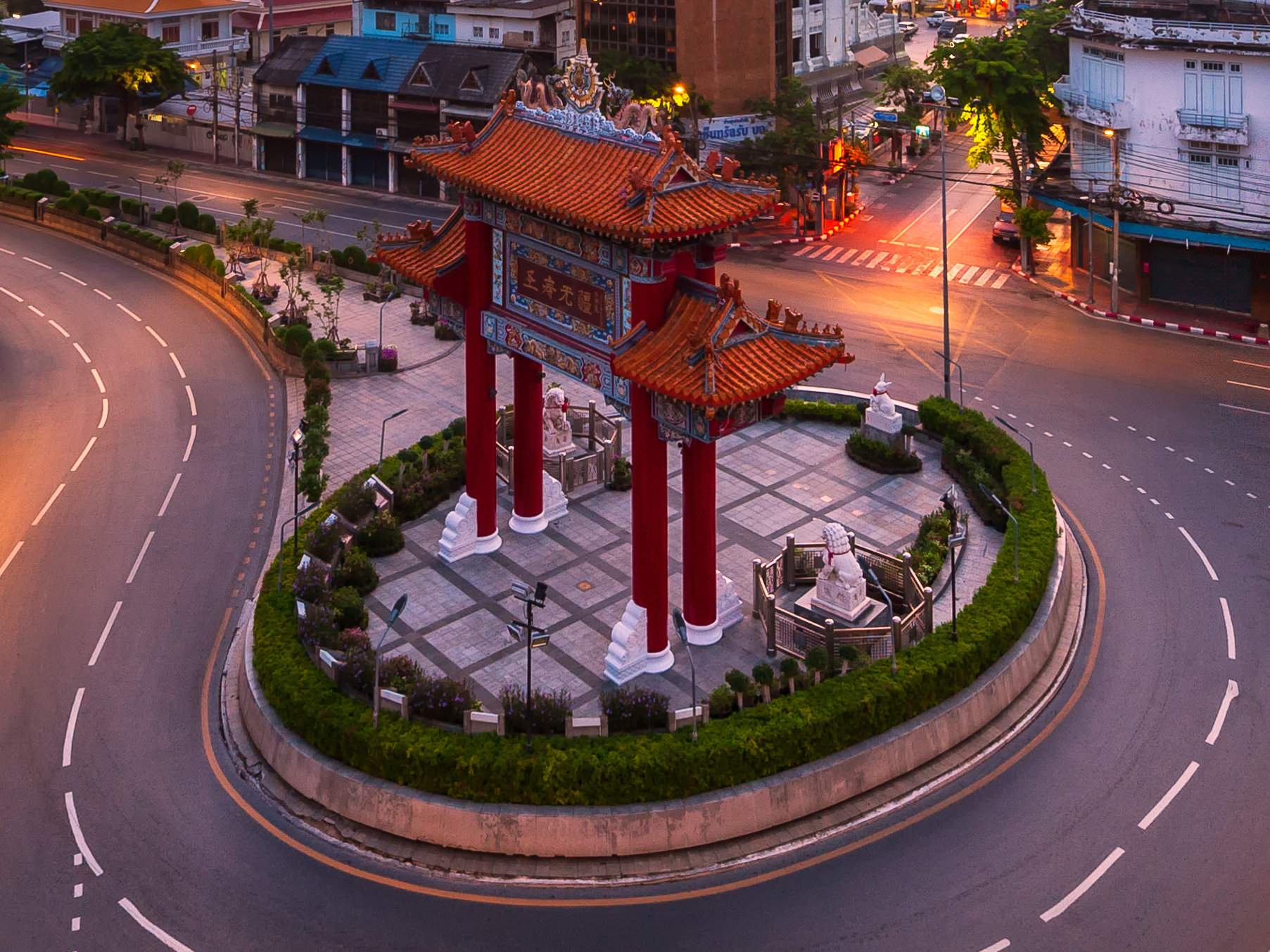
曼谷唐人街崇圣牌楼，横匾“圣寿无疆”为诗琳通公主以简体汉字书写

華裔泰國人在1930年代至1950年代民族主义政府执政期，以及1970年代紅色恐慌中逐渐泰化，幾乎所有的華裔泰國人仅会講泰語。但因為受到潮州話的影響，故華裔泰國人的腔調及慣用語與暹羅族差異很大，只有老年的華裔泰國人會使用漢語。泰語內有諸多特徵被漢語所影響。2020年人口普查中，有231,350人使用各種漢語（潮州、閩南、海南、廣東和客家）。自18世紀到20世紀中葉，潮州話曾經是曼谷華人中最具影響力的語言。曼谷三攀他旺區唐人街耀華力路和石龍軍路唐人街的有著中文和泰文的雙語標誌。不少漢語詞彙影響了泰語，成為泰語詞彙，特別是泰語內菜餚食物的名稱、數字及與賭博有關的術語。华裔作者博丹著有小说《泰国的来信》（จดหมายจากเมืองไทย）表现华裔社群的语言转变。
随着中国大陆的经济发展，有不少泰国华裔重拾华文教育。为了增进同中国大陆的经济和政治往来，或是增加在就业市场的竞争力，越来越多的华裔泰国人开始学习现代标准汉语，而非潮州话等传统母语:184-185:59:179:55:184–185。

## 祖籍
華裔泰國人絕大多數使用各種南方漢語。其中，56%是潮汕人，16%是客家人，11%是海南人，廣府人和閩台泉漳人各佔7%，3%屬其他漢語社群。 一部分的華裔泰國人為華人移民跟泰國泰族通婚的後裔，也有大部分的華裔泰國人是沒有混血的華人。

### 潮汕人
潮州籍華人主要分佈在曼谷昭披耶河附近，許多人在政府部門工作，也有人從事貿易。在達信大帝統治時期，一些潮州籍的貿易商人被賜有特殊權力，這些卓越的商人被稱為“皇家華人（泰語：จีนหลวง/Jin-luang）”，潮州话為泰国境内影響泰国文化最深远的漢語。

### 閩台泉漳人
漳州人主要分佈在宋卡，泉州人主要分佈在沙敦府和普吉府，閩南裔臺灣人主要分佈在曼谷附近，閩南語泉漳話為泰南地區華人社群使用最多的漢語。

### 海南人
海南人是继潮州人后另一个重要的华人族群，他們遍佈社会各行各业各阶层，在政商界同樣有著很大影響力。海南裔總理有乃朴·沙拉信，副總理有林明利、林書清、陸志瓊及黃聞波。此外，瓊籍商人亦掌握了泰國的經濟命脈，不少行業都有海商的參與。著名海南裔企業家包括鄭心平家族及許書標家族，其他殷商僑領包括陳文秋、陳修炳、符致炳、王瓊南（Santi Vayakornvichitr）、齊必光、張光利及邢詒喜等等。泰國約有150萬海南裔華人，主要祖籍琼山及文昌，人口數量可謂繼海南島後第二多。

### 客家人
客家人人主要分佈在曼谷、清邁、普吉府和中西部各府，他們與潮州人及海南人同樣是歷史悠久的移民社群，大多祖籍梅縣、丰顺及大埔县。客家人在政治經濟上扮演著重要的角色，尤其是在泰國擁有許多私人銀行，例如由伍淼源家族後人伍捷朴創立的開泰銀行，丘細見創立的博達樂銀行。客籍總理有丘達新及丘英樂。其他客籍人士包括泰國客家總會理事長鄧幹勳及其夫人巫碧珠、泰华九属会馆主席賴錦廷等等。

### 廣府人
廣府人主要來自台山、新會和廣州，主要分佈在曼谷，他們人數雖然不及潮州人及海南人，但在社會經濟上亦有一定貢獻。著名廣府裔泰國華人有前代總理陳景鎮，廣肇會館理事長何國忠等。企業家方面有保加集團總裁馬燦利，亞洲第二大糖業生產商 TRR Sugar Group 的傳承人關鴻強；而陳景鎮所創立的聯泰工業建築公司(Sino-Thai Engineering & Construction)是泰國最大的建築承包商之一。

### 雲南人
雲南人主要分佈在泰北，大多是泰緬孤軍的後裔。

## 姓氏
由於在拉瑪六世政策成為泰國籍的條件，幾乎所有在1950年代之前移民到泰國的華裔僅在公共使用泰姓，少數在泰國南部的華裔以潮州話的「姓」（白話字：sèⁿ）前綴在姓氏的前面，例如：萬洛·姓周，或者差寧·姓楊。「姓」也可在苗族適用。在1970年代起的華人移民通常仍保持漢姓，例如：泰臺混血的明星徐志賢（Thassapak Hsu），沿用華語的「徐」姓，在泰國通常不被認同為華裔泰人。
華裔泰人姓氏通常與其他泰國人的姓氏不同，通常名字較長，也會模仿泰國上流人士的名字，有部分泰國華人會把自己的漢姓意譯成泰語或以音譯的形式保留其漢姓，例如，前總理班漢·西巴阿差（馬德祥），「阿差」就是馬匹的翻譯。同樣，頌提·林通坤（林明達）的姓氏（RTGS：Limthongkun），第一詞就是「林」的語音。此外，亦有部分泰國華人的名字是漢名+泰式姓氏的組合，例如達新·欽那瓦（丘達新）和英樂·钦那瓦（丘英樂）。

## 社團

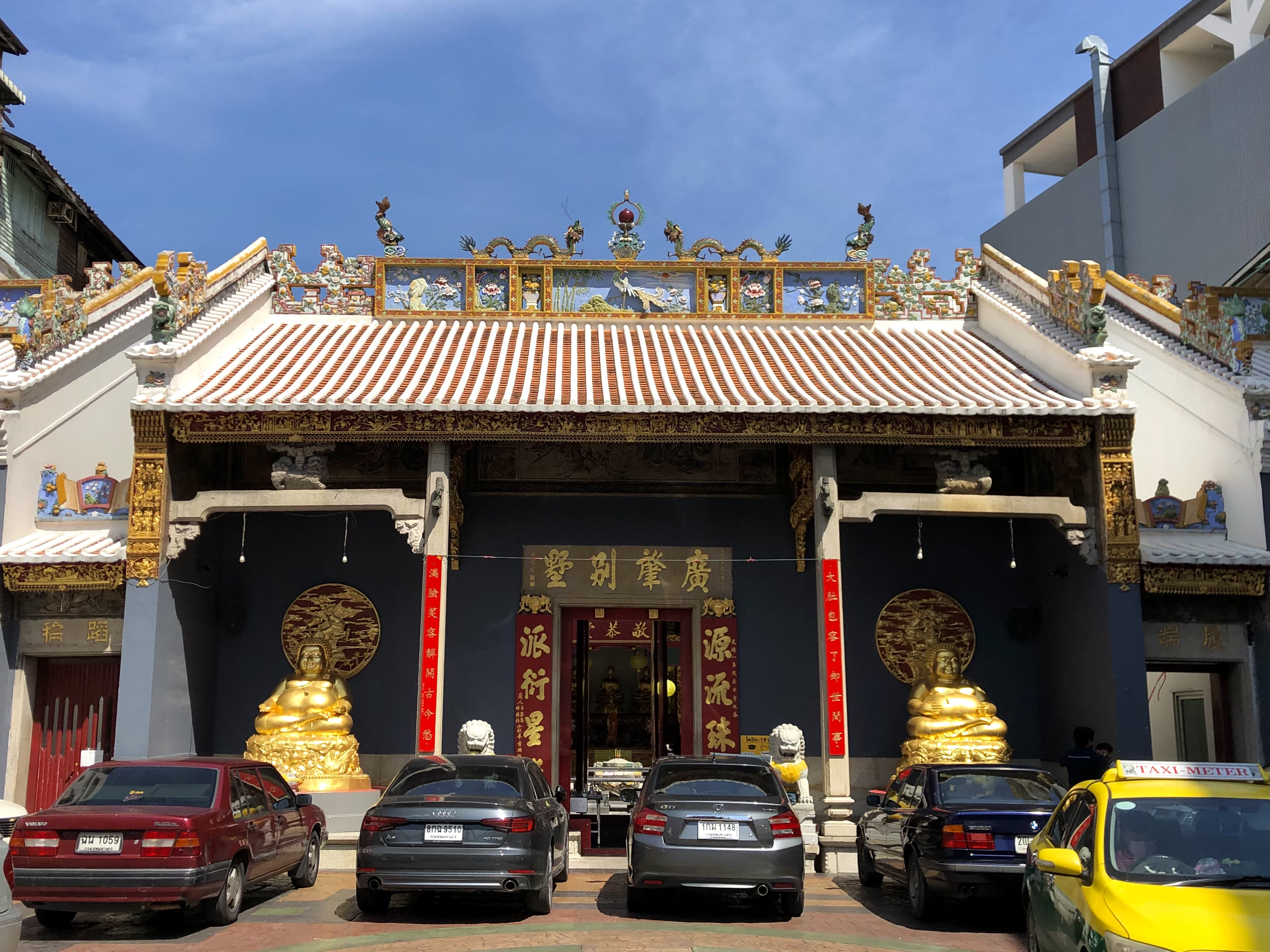
泰國廣肇會館

### 福建人社團
- 泰國福建會館        The Fukien Association of Thailand
  - 泰南福建會館       The Fukien Association Hatyai
  - 普吉福建會館       Phuket Hokkien Association
  - 攀牙福建會館
  - 江東福建會館
  - 歌樂福建會館
  - 宋卡福建會館
  - 什田福建會館
  - 勿洞福建會館       Betong Hokkien Association
  - 素叻福建會館
- 泰國福州十邑同鄉會
- 泰國福州會館       The Fuzhou Association of Thailand
  - 普吉福州公所      Phuket Fuchow Club
  - 那邦福州會館
  - 朗遜福州會館
- 泰國詔安同鄉會    The Chiau An Association of Thailand
- 泰國永春同鄉會    The Eng Chun Association of Thailand
- 泰國晉江同鄉會    The Chin Kang Association of Thailand
- 泰國泉州晉江聯合總會
- 泰國石獅同鄉總會  The Shi Shi  Association of Thailand
  - 泰國石獅商會  The Shi Shi  Business Association of Thailand
- 泰國南安同鄉會  The Lam Ann Association of Thailand
  - 泰國南安商會   The Lam Ann Business Association of Thailand
- 泰國福建商會

### 潮汕人社團
- 泰國潮州會館  The Tio Chew Association of Thailand
  - 宋卡潮州會館  Songkhla Tio Chew Association
  - 合艾潮州會館
  - 宋艾歌樂潮州會館
  - 普吉潮州會館 Phuket Teochew  Association
  - 泰國董里潮州公所
  - 素力潮州會館
  - 江東潮州公所
  - 勿洞潮州會館
  - 泰國仁廊潮州聯益公會
  - 洛坤潮州會館
  - 清邁潮州會館
- 泰國潮安同鄉會  Teo Aun Association of Thailand
  - 清邁潮安會館 Chiangmai Teo Aun Association
- 泰國揭陽會館  The Kak Yang Association of Thailand
- 泰國潮陽同鄉會 The Tai Yio Association of Thailand
  - 清邁潮陽會館 Chiangmai  Tai Yio Association
- 旅暹普寧同鄉會  Phow Leng Association of Thailand
- 泰國澄海同鄉會  Teng Hai Association of Thailand
- 泰國大埔會館 The Tai Pu Association of Thailand
- 泰國豐順會館  The Hong Soon Association of Thailand
- 泰國饒平同鄉會 Jiao-Peng Association of Thailand
- 泰國惠來同鄉會 The Hui Lai Association of Thailand

### 廣府人社團
- 泰國廣肇會館  Kwong Siew Association of Thailand
  - 合艾廣肇會館 Hatyai Kwong Siew Association
  - 北欖坡廣肇會館
  - 勿洞廣肇會館 Betong Kwong Siew Association
  - 素叻廣肇會館
  - 董里廣肇會館
  - 坤敬廣肇聯誼會
  - 清邁廣肇同鄉會
  - 普吉廣東會館 Phuket Kwong Toong Association
- 廣肇高同鄉會
- 泰國廣肇商會
- 泰國花縣同鄉會

### 海南人社團
- 泰國海南會館   The Hainam Association of Thailand
  - 普吉海南會館 Phuket Kheng Chiu Huay kuan
  - 北欖坡海南會館 Nakhonsawan Hainam Association
  - 宋卡海南會館 Songkha Hainam Association
  - 江東瓊州會館 Kantrang Kheng Chiu Huay kuan
  - 北大年海南會館 Pattani Hainam Association
  - 拉廊瓊州會館 Pattani Hainam Association
  - 泰南海南會館
  - 泰北海南會館

- 泰國海南商會

### 客屬社團
- 泰國客屬總會 The Hakka Association of Thailand
  - 普吉客家會館 Phuket Hakka Association
  - 合艾客家會館 Haiyai Hakka Association
  - 宋卡客家會館
  - 北大年客家會館
  - 勿洞客家會館
  - 董里客家會館
  - 素叻合艾客家會館
  - 北欖坡客家會館
  - 春蓬客家會館
  - 佛丕客家會館
  - 呵叻客家會館
  - 坤敬客家會館
  - 烏汶客家會館
  - 吁隆客家會館
  - 清邁客家會館
  - 彭世洛客家會館
- 泰國大埔會館
- 泰國豐順會館
- 泰國梅縣會館
- 泰國臺灣客家同鄉會 Taiwan Hakka Association of Thailand
- 泰國惠州會館
- 泰國興寧會館
- 泰國客屬商會

### 云南人社团
- 泰国云南会馆  The Yunnan Association of Thailand
  - 清邁云南会馆 Chiangmai Yunnan Association
  - 普吉云南会馆  Phuket Yunnan Association
  - 清萊云南会馆  Chianglai Yunnan Association

### 广西人社团
- 泰国广西会馆   The Kwangsi Association of Thailand
  - 勿洞廣西會館  Betong Kwangsi Association
  - 合艾廣西會館  Hatyai Kwangsi Association
  - 勿洞八桂堂

### 江浙人社团
- 泰国江浙会馆   The Kung Jek Association of Thailand
  - 泰國江浙滬縂商會
- 泰國溫州商会 Thai-Wenzhou Trad Association

### 台湾人社团
- 泰國臺灣客家同鄉會 Taiwan Hakka Association of Thailand
- 泰国中华会馆  The Chinese Association of Thailand
- 泰国臺灣会馆  The Taiwan Association of Thailand
  - 泰國臺商總會 Thai-Taiwan Business Association

### 其他
- 泰国中华总商会 Thai-China Chamber of Commerce
- 清莱中华商会
- 泰國普吉僑聯協會
- 宋卡府泰中僑團聯合會

### 宗親會
- 泰國泰華各地宗親總會聯合會
- 泰國姚氏宗親總會
- 泰國鄭氏宗親總會
- 泰國陳氏宗親總會
  - 泰國榕江潁川陳氏宗親總會
  - 普吉陳氏宗親會
  - 清邁陳氏宗親會
  - 嗚隆陳氏宗親會
- 泰國羅氏宗親總會
- 泰國王氏宗親總會
  - 泰國海南王氏宗親總會
  - 普吉王氏宗親總會
  - 旅暹潮陽華西鄉王氏族親會
  - 旅暹普寧仙河鄉王氏族親會
  - 旅暹揭陽恂德祖王氏族親會
  - 旅暹揭陽河內鄉王氏族親會
  - 旅暹普寧貢山新厝凌鄉王氏族親會
  - 旅暹潮陽華瑤鄉王氏族親會
- 泰國李氏宗親總會
  - 合艾李氏宗親會
- 泰國丁氏宗親總會
- 泰國林氏宗親總會
  - 泰南林氏宗祠
  - 合艾林氏宗親
  - 普吉九龍堂林氏宗親會
- 泰國高氏宗親總會
- 泰國蔡氏宗親總會
- 泰國方氏宗親總會
- 泰國丘氏宗親總會
- 泰國邱氏宗親總會
- 泰國許氏宗親總會
- 泰國徐氏宗親總會
- 泰國習氏宗親總會
- 泰國六桂堂宗親總會
- 泰國田氏宗親總會
- 泰國朱氏宗親總會
- 泰國許氏宗親總會
- 泰國吳氏宗親總會
- 泰國朱氏宗親總會
- 泰國杜氏宗親總會
- 泰國汪氏宗親總會
- 泰國沈氏宗親總會
- 泰國呂氏宗親總會
- 泰國巫氏宗親總會
- 泰國周氏宗親總會
- 泰國金氏宗親總會
- 泰國范氏宗親總會
- 泰國侯氏宗親總會
- 泰國洪氏宗親總會
- 泰國紀氏宗親總會
- 泰國胡氏宗親總會
- 泰國孫氏宗親總會
- 泰國余氏宗親總會
- 泰國連氏宗親總會
- 泰國馬氏宗親總會
- 泰國袁氏宗親總會
- 泰國韋氏宗親總會
- 泰國翁氏宗親總會
- 泰國張氏宗親總會
- 泰國梁氏宗親總會
- 泰國莊氏宗親總會
- 泰國郭氏宗親總會
- 泰國曾氏宗親總會
- 泰國彭氏宗親總會
- 泰國葉氏宗親總會
- 泰國鄒氏宗親總會
- 泰國溫氏宗親總會
- 泰國楊氏宗親總會
- 泰國舜裔總會
- 泰國廖氏宗親總會
- 泰國熊氏宗親總會
- 泰國劉氏宗親總會
- 泰國鄧氏宗親總會
- 泰國蘆氏宗親總會
- 泰國賴氏宗親總會
- 泰國龍崗親義總會
  - 宋卡龍崗親義會
- 泰國謝氏宗親總會
- 泰國鍾氏宗親總會
- 泰國魏氏宗親總會
- 泰國蘇氏宗親總會
- 泰國蕭氏宗親總會
- 泰國蕭葉鍾氏宗親總會
- 泰國蟻氏宗親總會
- 烈山五姓宗親總會
- 泰國徐余涂余同宗會
- 旅泰藍田馮氏宗親會

### 校友會
- 泰國中文教師學會
- 泰國華文民校協會
- 泰國留臺校友總會
- 泰國留中國大學校友總會

#### 中華民國
- 國立臺灣大學泰國校友會
- 國立臺灣師範大學泰國校友會
- 國立政治大學泰國校友會
- 國立成功大學泰國校友會
- 國立華僑實驗高級中學泰國校友會
- 國立中興大學泰國校友會
- 國立臺北大學泰國校友會
- 臺北市立建國高級中學泰國校友會
- 泰國淡江大學校友會
- 泰國東吳大學校友會
- 泰國逢甲校友會
- 泰國國立臺北科技大學校友會

## 名人

### 總理
| 披耶·瑪奴巴功         | 他玩·探隆那瓦沙瓦 | 乃朴·沙拉信   |
| 披耶帕鳳·豐派育哈色納 | 川·立派           | 班漢·西巴阿差 |
| 他信·钦那瓦           | 英拉·欽那瓦       | 佩通坦·钦那瓦 |

大部分泰國總理擁有華人祖先，通常為第二或第三代以上的後裔。
- 披耶·瑪奴巴功：華姓，第二代全份潮州後裔，泰國首任首相。
- 披耶帕鳳·豐派育哈色納陸軍上將：金姓，半潮州半孟族血統，泰國第2任首相。
- 貝·鑾披汶頌堪：爺爺吳姓，三分暹羅人一分廣府人，泰國第3任首相。
- 社尼·巴莫：卻克里王朝成員，泰國第6任首相。其父系祖先中來自福建省（其祖父之母親曾是拉瑪二世嬪妃，其父親來自福建省，姓林)
- 比里·帕儂榮：陳姓，籍貫澄海，第五代潮州後裔和部分暹羅人混合。泰國第7任首相。
- 他玩·探隆那瓦沙瓦海軍少將：鄭姓，籍貫於第四代潮陽後裔半暹泰人，泰國第8任首相。
- 乃朴·沙拉信：黃姓，第二代海南闽语人裔，泰國第9任首相。
- 他儂·吉滴卡宗元帥：爺爺符姓，三分暹泰人一分廣府後裔，泰國第10任首相。
- 克立·巴莫：社尼的弟弟，泰國第13任首相。
- 差猜·春哈旺陸軍上將：林姓，籍貫於第三代澄海，全份潮州後裔，泰國第17任首相。
- 阿南·班雅拉春：母親陳姓，第二代客家後裔，泰國第18任首相。
- 蘇欽達·甲巴允：潮州後裔和孟族後裔混血，籍貫於澄海，泰國第19任首相。
- 川·立派：呂姓，第三代閩南後裔和峇峇娘惹混合，祖籍福建泉州府南安縣。泰國第20任首相。
- 班漢·西巴阿差：馬姓，第二代全份潮陽後裔，泰國第21任首相。
- 差瓦立·永猜裕陸軍上將：佬人、潮州後裔和波斯後裔混合，泰國第22任首相。
- 他信·钦那瓦：丘姓，第四代廣東梅縣客家後裔，母親為潮州後裔和部分蘭納皇家成員混合，泰國第23任首相。
- 沙馬·順達衛：李姓，多世代潮州後裔和暹羅人混合，泰國第25任首相。
- 阿披實·威差奇瓦：袁姓，父親為客家後裔，母親為純正暹羅人，泰國第27任首相。
- 英拉·欽那瓦：他信·钦那瓦的妹妹，泰國第28任首相。
- 賽塔·塔維辛：高姓，多世代閩南後裔、部分客家後裔和部分越南後裔混合，祖籍福建漳州海澄縣，泰國第30任首相。
- 佩通坦·钦那瓦：他信·钦那瓦的女兒，梅縣客家後裔，母親為潮州後裔和部分伊善人混合，泰國第31任首相。

### 王及夫人
- 達信王，吞武里大帝，籍贯广东潮州府澄海县。
- 西蘇里任達（英语：Sri Suriyendra）：拉瑪二世王后，其父亲来自福建漳州府，母亲来自泰國。

### 其它的政治人員
- 颂萨·特普苏廷（英语：Somsak Thepsuthin）：祖籍潮陽，副总理、前司法部长、前衛生部长、前交通部长、前工業部长、前旅遊及體育部长、前勞工部长。
- 阿努廷·参威拉恭：副总理
- 黃聞波（英语：Boonchu Rojanastien）：祖籍海南，财政部长。

### 商人
- 蕭佛成：祖籍福建省南靖曾任中国国民党第二届中央执行委员会执行委员。
- 鄭義豐：綽號二哥豐，20世紀初泰國賭王、包稅商。
- 谢国民：正大集团董事长，泰国首富，来自潮州府澄海县。
- 黃子明：原籍潮州府普寧县，泰國及香港企業家。
- 黃創光：原籍潮州府普寧，是泰國華僑富豪孟孔·乾雜那帕德的侄兒，香港企業家。
- 許書標：原籍海南岛，创办紅牛能量飲料。
- 苏廷芳：祖籍晋江安海镇，创办南洋鞋业。
- 陳弼臣：祖籍广东潮陽，泰國盤谷銀行創辦人。
- 陳有漢：潮陽後裔，是泰國華僑陳弼臣之次子，泰國盤谷銀行常務董事長兼總裁。
- 维猜·斯里瓦塔那布拉帕：徐姓，王权国际集团主席，莱斯特城足球俱乐部班主，泰国第十一富豪。
- 苏旭明：祖籍广东汕头澄海，饮料巨子，泰国第二富豪。
- 康樹德：臺灣裔泰國人，泰國外商聯合總會主席，泰國企業家。
- 陳智思：香港行政會議成員，潮州後裔，企業家。

### 演藝界
- 梅塔文·欧帕西安卡琼：泰国男演员，歌手和模特
- 吉拉瓦·苏提瓦尼沙克：泰国男演员，歌手和模特
- 李海娜：泰国女演员
- 李曉燕：泰國女子團體中國娃娃成員。
- 暹羅雙胞胎：最出名的連體雙胞胎。
- 李紫婷：歌手和演員。
- 杨芸晴：歌手和演员。
- 郑乃馨：歌手和演员。
- 尼坤：韓國男子音乐組合2PM歌手。
- BamBam：韓國男子團體GOT7成員。
- Ten：韓國男子團體NCT成員
- Sorn：曾是韓國女子團體CLC的成員，後簽約WILD娛樂
- 帕克普泓·隆牧塞侗：泰国男演员，在華語區使用漢名「张泽毅」進行演藝活動。
- 纳塔温·崴唐缇派特：泰国男演员，在華語區使用漢名「陈立波」進行演藝活動。
- 普提蓬·阿薩拉塔納功：泰国男演员。
- 黃立賢：泰国男演员。
- 鄺玲玲: (Sirilak Kwong Lingling, ลิงลิง ศิริลักษณ์ คง) 泰國第三電視台女藝人。香港籍泰國女藝員。 憑『我們的秘密』被港泰兩地觀眾認識。

## 扩展阅读
- Skinner, G. William. Chinese Society in Thailand, an Analytic History. Ithaca (Cornell University Press), 1957.
- Skinner, G. William. Leadership and Power in the Chinese Community in Thailand. Ithaca (Cornell University Press), 1958.

## 註腳
1. ↑  本社群已同化屬於泰人的一支，不自稱为華人或泰国华人
2. ↑  由於潮州泰國人就是首都圈的原住民，指首都圈與泰國中部地區的當地文化不通，故他們稱呼暹羅泰族為中部泰國人為了區別，請見首都泰語。
3. ↑  如泰國影視作品在中國大陸有關注度，且該影視作品的演員擁有華人血統時，才會在中國大陸使用自己的原有的中文名字；或者是在中國有大量生意的商人等。

## 外部連結
- 泰國中華總商會 （页面存档备份，存于）
- 泰國澄海同鄉會 （页面存档备份，存于）